# 奉幣
奉幣（ほうべい、ほうへい）とは、神に幣帛を捧げること。日本では神社などに幣帛を送ることが重視され、延喜式神名帳に記載された3132座の神には、神祇官よりの官幣か、国司よりの国幣が捧げられた。
また、特に重要な神社には天皇の使いである勅使を派遣して奉幣せしめることがあり、この使いの者のことを奉幣使という。その数は変動したが、11世紀中頃には二十二社となった。奉幣使には五位以上で、かつ、卜占により神意に叶った者が当たると決められていた。神社によって奉幣使が決まっている場合もあり、伊勢神宮には王氏（白川家）、宇佐神宮には和気氏、春日大社には藤原氏の者が遣わされる決まりであった。通常、奉幣使には宣命使が随行し、奉幣の後、宣命使が天皇の宣命を奏上した。
中世以降、伊勢神宮の神嘗祭に対する奉幣のことを特に例幣（れいへい）と呼ぶようになった。例幣に遣わされる奉幣使のことを例幣使（後述の日光例幣使と区別して「伊勢例幣使」とも）という。また、天皇の即位・大嘗祭・元服の儀の日程を伊勢神宮などに報告するための臨時の奉幣を由奉幣（よしのほうべい）という。

## 江戸時代
朝廷からの奉幣は、朝廷の衰微とともに次第に縮小・形骸化され、応仁の乱以降は伊勢神宮への奉幣を除いて行われなくなった。17世紀半ばから江戸幕府が朝廷の祭儀を重んじるようになり、延享元年（1744年）、約300年ぶりに二十二社の上七社への奉幣が復興された。

### 日光例幣使
（日光例幣使街道＃日光例幣使も参照）
正保3年（1646年）より、日光東照宮の例祭に派遣される日光例幣使の制度が始まった。江戸時代には、単に例幣使と言えば日光例幣使を指すことの方が多かった。
日光例幣使にとって、当時日光へ出向くことは大変な「田舎道中」であり、一刻も早く行って奉幣を済ませて帰りたいという心理があり、また道中で江戸を経由することとなると幕府への挨拶など面倒も多かったため、例幣使は往路は東海道・江戸を経由せず、中山道～倉賀野宿～例幣使街道という内陸経由で日光に向かった。帰路は日光街道で南下し江戸を経由して東海道にはいり帰京するのが慣習であったが、安永5年（1776年）と天保14年（1843年）には帰路も中山道を使っている。また、明治初期の迅速測図では日光西街道（壬生道）が「旧例幣使街道」と呼ばれている。
例幣使は、上述のとおり、朝廷と幕府の間を取り持つ権威をおびたものであったため、時代が下るにつれて、行列は大規模になり、幕府および道中の宿場町はこれの接待に多大な負担をすることが常態化する。宗教的な権威を帯びていたことから、例幣使より御供米（少量の洗米を入れた袋）などを沿道の人々に頒布し、金銭を得たほか、宿屋においても短冊、色紙、扇などを下賜して、同様に金銭を得ていた。例幣使となる公家は経済的に困窮していることが多く、例幣使になることにより、これらの公家は臨時収入を得られるという側面もあった。しまいには、例幣使の随員がその権威をかさに着て横柄にふるまうようにもなり、あらかじめ宿場町側から「入魂金」として金銭を渡して抑止する慣例ができた。極端な例として、例幣使が乗る駕籠をわざと揺らして、「勅使に対して失礼をした」と担ぎ手に因縁をつけては金品を要求する者もいたといい、これが「ゆする」の語源になったという。

## 明治時代
明治41年（1908年）、『皇室祭祀令』により奉幣についての細かな規定が定められた。明治44年（1911年）、奉幣使の正式名称を幣帛供進使と定めた。

## 戦後
第二次大戦後は、伊勢神宮などの勅祭社の例祭などに対する奉幣、および、山陵の式年祭に対する奉幣が行われている。この場合、掌典職の関係者が奉幣使となっている。
なお、神社本庁から包括下の神社への幣帛の使いは献幣使という。